# Soledad Díez Gutiérrez
Soledad Díez Gutiérrez est une ville de l'état du San Luis Potosí au Mexique.
Sa population était de 267 994 habitants en 2010.